# Pabellón de México en la Expo 2005 Aichi
El Pabellón de México en la Expo 2005 Aichi fue la parte central de la Sección Nacional de México en dicha exposición internacional. 
Permaneció abierto al público del 25 de marzo al 25 de septiembre de 2005, periodo en el cual recibió un total de 2'400'000 visitantes.
Tuvo una superficie total de 1500 m² construidos en una sala prefabricada de 972 m². Se localizó en el Global Common 2 (Plaza global 2), dedicado al Continente Americano. Por su superficie, el pabellón de México perteneció a la categoría B, correspondiente a los pabellones que ocuparon entre 1.5 y 3 módulos.
El tema de la exhibición fue Entretejiendo diversidad, y se dividió en siete áreas de exhibición. La conceptualización, diseño arquitectónico y museográfico del pabellón de México quedaron a cargo de Museotec. El Fideicomiso Expo Aichi 2005, creado por el Consejo Coordinador Empresarial (CCE) y el Consejo Empresarial Mexicano de Comercio Exterior, Inversión y Tecnología, A.C. (COMCE), se hizo cargo de la operación.
El presupuesto que destinó el Gobierno de México para la construcción y operación del pabellón y de las actividades artísticas complementarias fue de $200 millones de pesos mexicanos. La iniciativa privada aportó un poco menos de $3 millones de pesos mexicanos por conducto del CCE y del COMCE. 
La coordinación por parte del Gobierno de México quedó a cargo de la Secretaría de Relaciones Exteriores.
El Gobierno de México designó al Emb. Miguel Ruiz-Cabañas Izquierdo como Comisario General de Sección.

## Estructura museográfica del pabellón
- Exterior/acceso
- Mares
- Desiertos
- Hilando
- Bosques
- Selvas
- Conclusión

## Actividades artísticas complementarias
Como parte de las actividades artísticas complementarias de la Sección Nacional de México, se presentaron los siguientes artistas en diversos escenarios de la Expo 2005 Aichi:
- Mariachi Alma de México.
- Marimba Nandayapa.
- Cornisa 20.
- Guillermo Velázquez y los Leones de la Sierra de Xichú.
- Siquisirí.
- Teatro de Ciertos Habitantes.
- Corazón Huasteco.
- Danza del Venado.
- Grupo Internacional Viva México.
- Ballet Folklórico del Estado de México.
- Academia Yuriko Kuronama.
- Alumnos del Liceo Mexicano Japonés.
- Nortec.
- Horacio Franco y Víctor Flores.

## Día Nacional de México
El Día Nacional de México se celebró el 15 de septiembre de 2005. Los eventos artísticos que se presentaron durante la celebración fueron:
- Ballet Folklórico del Estado de Jalisco.
- Mariachi Internacional de América.
- Susana Zabaleta.
- Grupo Mono Blanco.
- Eugenia León.

## Premios sabiduría de la naturaleza
El pabellón de México recibió dos reconocimientos dentro de la categoría B (pabellones de 1.5 a 3 módulos) de los premios Sabiduría de la Naturaleza.
- Medalla de plata (primera entrega: 26 de mayo de 2005)
- Medalla de oro (segunda entrega: 19 de septiembre de 2005)

En términos generales, México quedó por detrás de Venezuela, que recibió dos medallas de oro, y adelante de Kenia, que ganó medallas de plata y bronce. Tanto Venezuela como Kenia pertenecían a la categoría D (pabellones conjuntos).

## Reutilización del pabellón
El exterior del pabellón de México fue, como la mayoría de los pabellones de la Expo 2005 Aichi, una construcción prefabricada diseñada para reutilizarse al término de la exposición internacional. Se planeó que algunas partes de la exhibición del pabellón se mostraran en museos de México, pero la iniciativa no prosperó.